# Liste der Kellergassen in Schrattenthal
Die Liste der Kellergassen in Schrattenthal führt die Kellergassen in der niederösterreichischen Gemeinde Schrattenthal an.
| Foto |                 | Kellergasse              | Standort                     | Beschreibung |
| ---- | --------------- | ------------------------ | ---------------------------- | --- |
| ja   | Datei hochladen | Kellergasse Mühle        | KG: Obermarkersdorf Standort | Weit außerhalb des Ortes liegt in nordwestlicher Richtung diese nach einer ehemaligen Wassermühle benannte Kellergasse. Viele der Objekte werden noch bewirtschaftet und dienen vorwiegend als Heurigenlokale. |
| ja   | Datei hochladen | Kellergasse Rosenau      | KG: Obermarkersdorf Standort | Die Kellergasse erstreckt sich entlang der von Obermarkersdorf nach Weitersfeld führenden L 1065. Sie liegt nördlich weit außerhalb von Obermarkersdorf und besteht sowohl aus wirtschaftlich genutzten, ungenutzten und zu Wohn- und Freizeitobjekten umgestalteten Presshäusern. Schmidbaur betrachtete sie mit dem Sandweg gemeinsam als ein Kellergassensystem, in dem er auf 400 Metern Länge 67 Objekte erfasste, davon etwa zwei Drittel in Schildmauerform, und sieben mit Wohnnutzung. Als älteste Datierung nannte er eine von 1920.          |
| ja   | Datei hochladen | Kellergasse Sandweg      | KG: Obermarkersdorf Standort | Parallel zur Kellergasse Rosenau verläuft nördlich von dieser die Kellergasse Sandweg, deren Nutzung weitgehend jener der Kellergasse Rosenau entspricht. Schmidbaur betrachtete sie mit Rosenau gemeinsam als ein Kellergassensystem, in dem er auf 400 Metern Länge 67 Objekte erfasste, davon etwa zwei Drittel in Schildmauerform, und sieben mit Wohnnutzung. Als älteste Datierung nannte er eine von 1920. |
| ja   | Datei hochladen | Stadtgraben              | KG: Schrattenthal Standort   | Im Stadtgraben von Schrattenthal wechseln einander Wohnhäuser und Weinkeller ab. Den Kellern sind teils Presshäuser vorgebaut, andere liegen in den Wohnhäusern und werden von der Straße her erschlossen. Schmidbaur unterschied zwei einzeilige Kellergassen: Stadtgraben, an einer Geländekante, mit 22 Gebäuden (davon zwölf umgebaut) auf 150 Metern Länge und einer ältesten Datierung von 1947, und Hintaus, an Geländekante und in der Ebene, mit 16 Gebäuden (davon sechs umgebaut) auf 100 Meter Länge und einer ältesten Datierung von 1809. |
| ja   | Datei hochladen | Kellergasse Hannel–Mühle | KG: Schrattenthal Standort   | Die Kellergasse liegt südlich von Schrattenthal, etwa 750 Meter vom Ortsrand entfernt in einer Niederung des Schrattenbaches. Die Keller sind teilweise verfallen oder so sehr verwachsen, dass sie nicht mehr sichtbar sind. |
| ja   | Datei hochladen | Kellergasse Waitzendorf  | KG: Waitzendorf Standort     | Die Kellergasse befindet sich am nordwestlichen Ortsrand. Es gibt hier nur wenige Presshäuser, da die Kellerröhren führen meist direkt hinter einer hohen Befestigungsmauer oder hinter einem gemauerte Kellervorbau, einem sogenannten „Vorkappl“, in den Berg führen. Schmidbaur zählte im Hintaus und an der Straße Richtung Untermixnitz auf insgesamt 700 Meter Länge 39 Keller in Schildmauerform und sieben Keller mit traufständigen Presshäusern.                                                                                              |

| Foto:                    | Fotografie der Kellergasse (Gesamtheit). Klicken des Fotos erzeugt eine vergrößerte Ansicht. Daneben finden sich zwei Symbole: \| Weitere Bilder vorhanden \| Das Symbol bedeutet, dass weitere Fotos des Objekts verfügbar sind. Durch Klicken des Symbols werden sie angezeigt. \| \| Eigenes Foto hochladen \| Durch Klicken des Symbols können weitere Fotos des Objekts in das Medienarchiv Wikimedia Commons hochgeladen werden. \| |
| Name:                    | Bezeichnung der Kellergasse |
| Standort:                | Es ist die Katastralgemeinde (KG) angegeben. Durch Aufruf des Links Standort wird die Lage der Kellergasse in verschiedenen Kartenprojekten angezeigt. |
| Beschreibung             | Kurze Beschreibung der Kellergasse |
| Weitere Bilder vorhanden | Das Symbol bedeutet, dass weitere Fotos des Objekts verfügbar sind. Durch Klicken des Symbols werden sie angezeigt. |
| Eigenes Foto hochladen   | Durch Klicken des Symbols können weitere Fotos des Objekts in das Medienarchiv Wikimedia Commons hochgeladen werden. |